# Skarb Tarzana
Skarb Tarzana (ang. Tarzan’s Secret Treasure) – amerykański film przygodowy z 1941 roku, będący kontynuacją filmu Tarzan znajduje syna z 1939 roku.
Film jest częścią cyklu filmów o Tarzanie, będącego swobodną adaptacją cyklu powieści Edgara Rice’a Burroughsa o tej postaci.
Dystybutorem filmu na terenie Polski było Przedsiębiorstwo Państwowe Film Polski.

## Fabuła
Tarzan i Jane bronią dżungli przed nikczemnymi poszukiwaczami złota, którzy wdzierają się do lasu niszcząc wszystko po drodze.

## Główne role
- Johnny Weissmuller – Tarzan
- Maureen O’Sullivan – Jane Parker
- Johnny Sheffield – Boy
- Reginald Owen – profesor Elliott
- Barry Fitzgerald – O’Doul
- Tom Conway – Medford
- Philip Dorn – Vandermeer
- Cordell Hickman – Tumbo